# Pseudothyridium metallicum
Pseudothyridium metallicum är en skalbaggsart som beskrevs av Benderitter 1925. Pseudothyridium metallicum ingår i släktet Pseudothyridium och familjen Rutelidae. Inga underarter finns listade i Catalogue of Life.